# Nicola Zagame
Nicola Maree Zagame (Sydney, 11 de agosto de 1990) é uma jogadora de polo aquático australiana, medalhista olímpica.

## Carreira
Zagame disputou duas edições de Jogos Olímpicos pela Austrália: 2012 e 2016. Seu melhor resultado foi a medalha de bronze obtida nos Jogos de Londres, em 2012.